# Luís Campos
Luís Filipe Hipólito Reis Pedrosa Campos (Esposende, 6 september 1964) is een Portugees voetbaladviseur.

## Loopbaan
Campos begon met coachen in de lagere competities van Portugal op 27-jarige leeftijd bij Leiria, en leidde verschillende amateurteams en uiteindelijk professionele teams in de Portugese Primeira Liga. Als manager van Gil Vicente maakte Campos een einde aan de ongeslagen reeks van 27 wedstrijden van José Mourinho bij Porto. In 2012 was Campos scout en tactisch analist voor Real Madrid onder Mourinho.
Campos maakte naam als sportief directeur bij Monaco van 2013 tot 2016. Hij hield toezicht op de transfers van onder anderen Radamel Falcao, João Moutinho, James Rodríguez, Fabinho, Anthony Martial, Ricardo Carvalho, Dimitar Berbatov, Bernardo Silva, Tiémoué Bakayoko en Geoffrey Kondogbia. Hij werd de sportief directeur van Lille in 2017. Op 18 december 2020 verliet Campos Lille na een eigendomsoverdracht bij de club.
Op 10 juni 2022 trad Campos toe tot de Franse kampioen Paris Saint-Germain (PSG) als voetbaladviseur. Volgens de club houdt de rol van voetbaladviseur in "focus op de prestaties, werving en organisatorische kant" van het team.